# Дом Попова
Дом купца Попова — достопримечательность Перми. Находится на улице 25 Октября на набережной Камы.

## История
Впервые дом Попова упоминается 20 ноября 1784 г., когда в документах Пермского наместничества появилась запись пермского губернского землемера Грубера о предоставлении купцу 2-й гильдии Петру Абрамовичу Попову участка на набережной с планом места и чертежом фасада дома. Сам дом был возведён в 1787 г. предположительно по проекту пермского архитектора Г. Х. Паульсена.
Купец П. А. Попов пользовался в Перми авторитетом и дважды избирался на четырёхлетний срок городским головой — в 1790 и 1805 г. После его смерти в 1807 г. во владение домом вступили его родственники. Так, в 1812 г. владельцем дома был Иван Николаевич Попов, умный и добродушный купец, который разорился, и дом составлял его основной капитал. В доме И. Н. Попова в 1812 г. три недели проживал русский общественный и государственный деятель Михаил Сперанский, прибывший в Пермь в двухлетнюю ссылку.
Затем доме Поповых проживал пермский откупщик И. С. Данейкович, после него — откупщик И. О. Шемиот. Рядом с домом был разбит большой фруктовый сад.
Дом сильно пострадал во время сильного пермского пожара 1842 г. и был приобретён уральским просветителем и общественным деятелем Михаилом Гаврииловичем Сапожниковым. Он восстановил внешний облик дома до современного состояния. В дальнейшем он с прибылью уступил дом Пермской почтово-телеграфной конторе, которая работала здесь более пятидесяти лет. В одной из комнатушек конторы в квартире своего дяди-почтальона некоторое время жил будущий писатель Фёдор Решетников.
В середине 1920-х гг. здание перешло от почтово-телеграфной конторы к Камскому речному пароходству. В 1938 г. в дома размещались начальник политотдела пароходства и вооружённая охрана, в 1949 г. — управление снабжения пароходства. В 1970—1980 гг. в этом здании располагались управления Пермуглесбыта и Запуралкомплектоборудования. В настоящее время в доме находятся частные фирмы. С 2021 года в доме на 2 этаже открылась кофейня с концертной площадкой, а на 1 этаже расположилось кафе с вегетарианской кухней.
О проживании в доме Попова М. М. Сперанского напоминает мемориальная доска на стене дома.